# Лашкул, Владимир Владимирович

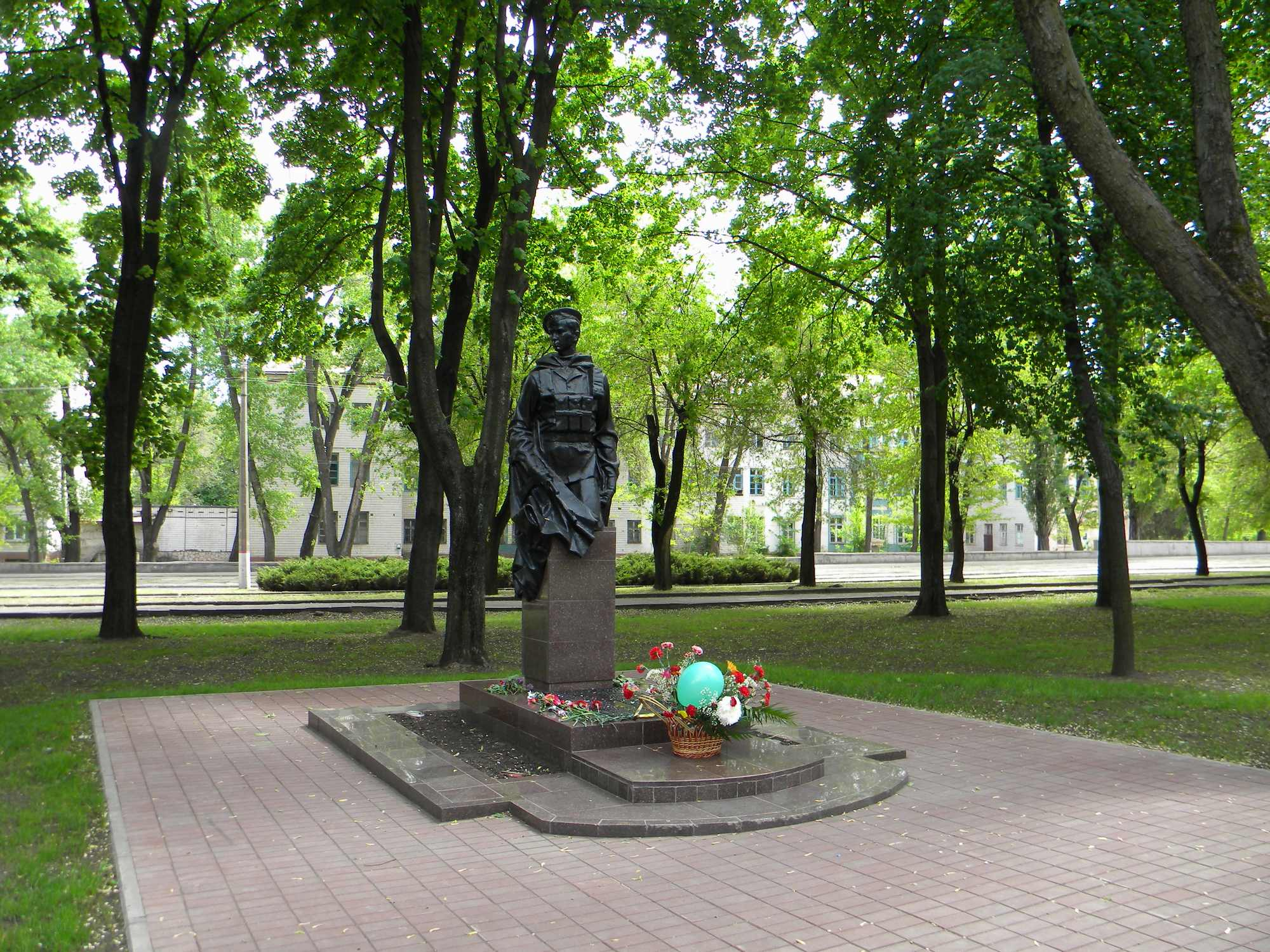
Имя на памятнике воинам-интернационалистам на Дзержинке (Кривой Рог)

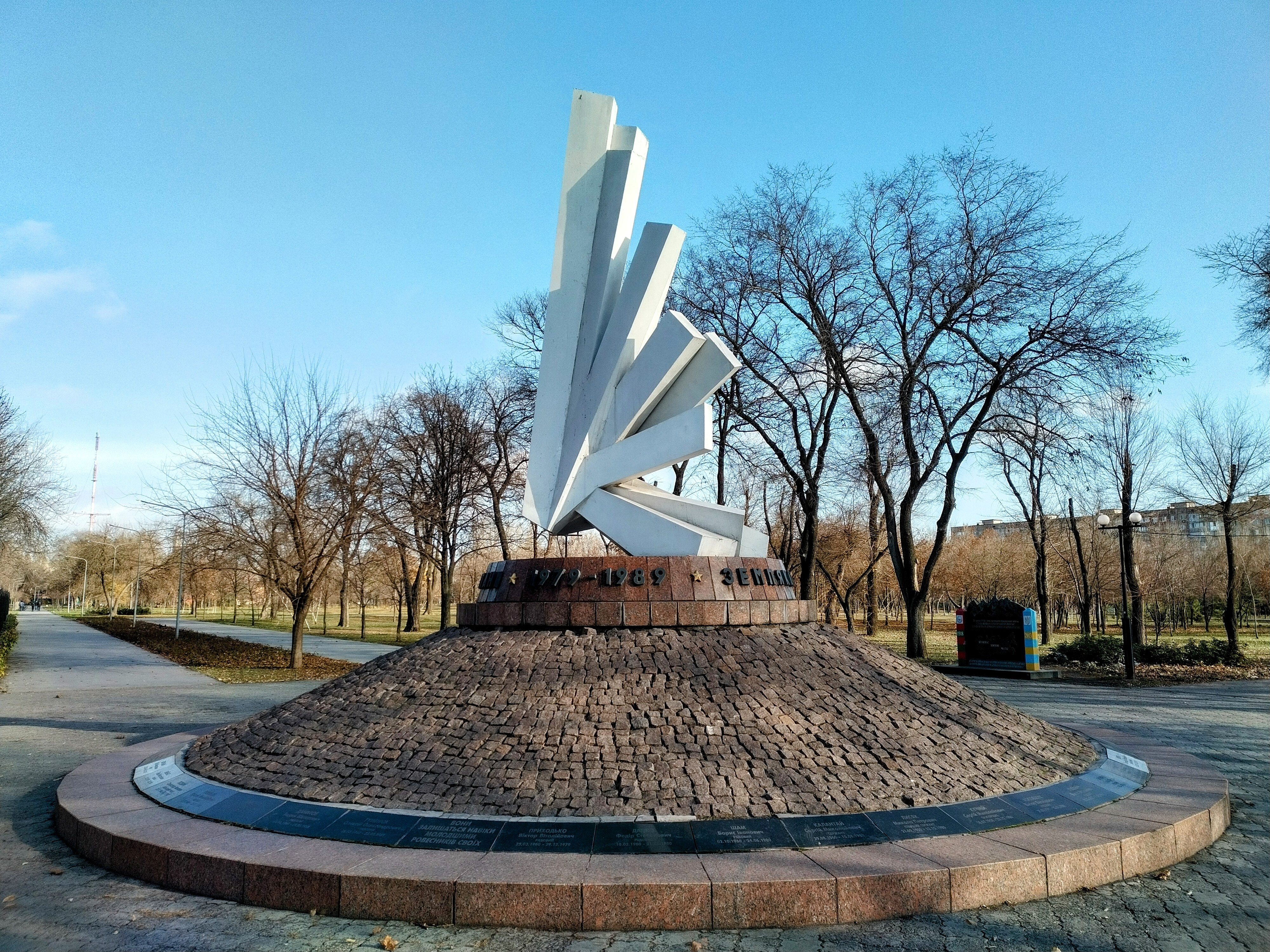
Имя на памятнике воинам-интернационалистам в Юбилейном парке (Кривой Рог)

Лашкул Владимир Владимирович (22 апреля 1964, Кривой Рог, Днепропетровская область — 31 октября 1984, Афганистан) — советский военнослужащий, участник Афганской войны.

## Биография
Родился 22 апреля 1964 года в городе Кривой Рог Днепропетровской области.
Окончил среднюю школу № 57 в Кривом Роге и СПТУ № 14, получил профессию электросварщика 4-го разряда, работал электросварщиком в тресте «Кривбассрудстрой».
31 марта 1983 года призван в Вооружённые силы СССР Жовтневым районным военным комиссариатом Кривого Рога. В июле 1983 года в звании рядового направлен в состав ограниченного контингента советских войск в Афганистане, служил пулемётчиком во 2-й мотострелковой роте 1-го мотострелкового батальона 181-й мотострелкового полка (в/ч п.п. 51932). С июля 1983 года участвовал в 52 боевых выходах. Действуя решительно и умело обеспечивал охрану автоколонн в сложной боевой обстановке.
Погиб в бою 31 октября 1984 года во время выполнения очередного боевого задания.
Похоронен в городе Кривой Рог на Центральном кладбище.

## Награды
- Орден Красной Звезды (посмертно)[2][3].

## Память
- Имя на памятнике воинам-интернационалистам Днепропетровщины, погибшим в Афганистане (Днепр)[4];
- Имя на памятнике воинам-интернационалистам на Дзержинке (Кривой Рог);
- Имя на памятнике воинам-интернационалистам на КРЭСе (Кривой Рог);
- Имя на памятнике воинам-интернационалистам в Юбилейном парке (Кривой Рог);
- Имя навечно вписано в Книгу памяти 181-го отдельного мотострелкового полка[2].